# امداد
امداد (به انگلیسی: Amdad) یک منطقهٔ مسکونی در هند است که در مهاراشترا واقع شده‌است.